# 联动的风景
《联动的风景》是中国当代诗人萧开愚的一部诗集，由重庆出版社于2011年初版。是“千高原诗系”丛书的其中一本。

## 内容
集中收录的诗包括《信，1998》、《虚无过后》、《联动的风景》、《郭先生丧志记》、《就近谈致诗友》、《第一颂诗》，组诗《哥特兰岛日记》、《在青海的即兴诗和应制诗》、《短诗，在格尔芬根》等等。其中最早的诗是1998年作于上海的《清明》，之后在德国写了少数诗篇。后来2005年—2008年作者回国，先后任教于上海音乐学院与河南大学，集中前半部分不少诗作就是此时的作品。晚期的一些作品则是在维斯比、南湖湾渔棚、海德克城堡等地所作。

## 主题与风格
相比作者之前的诗歌，《联动的风景》进一步突破了现代诗的惯例。《信，1998》将与故友的通信重组为诗，但这些诗句是对现实和记忆的反抗。大组诗《虚无过后》的语句更加生涩，抗拒理论解释，这样的诗歌像是对读者的挑衅，甚至对意义的否定，但萧开愚自己则反对这样的解释。
《留赠拉斐尔》是集诗集里的压卷之作，该诗是对古代应酬诗的一种创造性转化。萧认为古典应酬诗能让人“体会得到积极的绵远”，显现出“运思深邃的勾结”。这首诗就是题赠给诗人的朋友、柳宗元研究者和翻译者拉斐尔，描写回到温特土尔的学者，其古典汉语世界和生活中不断闯入的世俗琐碎的打扰。诗中饱含了调侃和安慰。